# Stubbtåg
Stubbtåg (Juncus compressus) är en växtart i familjen tågväxter. 